# سهره ریش‌زرد
سهره ریش‌زرد (نام علمی: Melanodera xanthogramma) گونه‌ای از پرندگان خانواده فرخندگان است که در آرژانتین و شیلی یافت می‌شود.

## پراکندگی و زیستگاه
زیستگاه طبیعی آن علفزارهای مرتفع است، از مناطق استوایی در شمال تا منطقه زیر قطب جنوب در تیرا دل فوئگو و دماغه هورن در جنوب.